# Oropezella loripes
Oropezella loripes är en tvåvingeart som beskrevs av Adrian R.Plant 1989. Oropezella loripes ingår i släktet Oropezella och familjen puckeldansflugor. Inga underarter finns listade i Catalogue of Life.